# عزلة بني شنيف (صعدة)
عزلة بني شنيف هي إحدى عزل مديرية مجز في محافظة صعدة اليمنية ويبلغ تعداد سكانها 1454 نسمة حسب التعداد السكاني في اليمن لعام 2004.